# Pierre Augustin Bourguignon d'Herbigny
Ne doit pas être confondu avec Pierre-François-Xavier Bourguignon d'Herbigny.
Pour les autres membres de la famille, voir famille Bourguignon d'Herbigny.
Pierre Augustin Bourguignon d'Herbigny, appelé aussi Pierre d'Herbigny, puis Pierre Derbigny, né le 30 juin 1769 à Laon et mort le 6 octobre 1829 à Gretna, est un juriste et homme politique américain d'origine française. Il est le sixième gouverneur de la Louisiane de 1828 à sa mort.

## Biographie

### Carrière en France
Durant la période constitutionnelle de la Révolution française, il occupe déjà, grâce à la protection de Condorcet, la fonction de secrétaire du Conseil. Il fuit la France en 1791, pour s'installer à Saint-Domingue, puis à Pittsburgh, en Pennsylvanie, où il épouse Felicité-Odile de Hault de Lassus, qui lui donne cinq filles et deux fils.

### Carrière en Louisiane
En 1797, il s'installe à La Nouvelle-Orléans, puis devient en 1802 colonel dans l'armée espagnole et interprète du futur gouverneur de la Floride occidentale Don Carlos de Hault de Lassus, dont il avait épousé la sœur Félicité-Odile. Il est secrétaire du planteur Étienne de Boré lorsque ce dernier devient maire, parcourt le Sud des États-Unis pour trouver un climat adapté aux problèmes de santé de sa femme et se fait nommer en 1803 secrétaire du conseil législatif puis représentant de ce qui n'est encore que le territoire d'Orléans, à Washington. Son discours du 4 juillet 1804, lors d'une célébration de l'indépendance de la Louisiane, demande une reconnaissance politique du territoire, avec le statut d'État à part entière. L'année suivante, il renouvelle cette demande ainsi que celle de l'autorisation de la traite négrière, dans une requête au Congrès de Washington appelée « Remontrance de la Louisiane ».
Lors de la république de Floride occidentale, il prit la défense des insurgés.
Le Parlement lui donna mission avec Louis Moreau-Lislet, Francois Xavier Martin et Edward Livingston d'accomplir une révision du code civil. Ils réunirent en corps d'ouvrage les anciennes lois civiles de la Louisiane, en particulier espagnoles, en travaillant à La Nouvelle-Orléans.
En 1821, Derbigny démissionne de la Cour Suprême de Louisiane pour se présenter au poste de gouverneur, mais est battu par Jean-Noël d’Estrehan. Il devient alors secrétaire d'État de la Louisiane de 1821 à 1828.
En 1828, il triomphe de son ex-supporter Bernard Xavier Philippe de Marigny pour se faire élire gouverneur de Louisiane. Il meurt accidentellement, le 6 octobre 1829, à la suite d'un accident de calèche survenu sur la route le long du fleuve Mississippi.

## Famille
La famille Bourguignon d'Herbigny est une famille subsistante d'ancienne bourgeoisie française originaire des environs de  Laon, actuel département de l'Aisne.
- Augustin Bourguignon d'Herbigny (1742-1825), libraire, président du directoire de l'Aisne et maire de Laon. Royaliste il dut émigrer et rejoindre son fils en Louisiane. Il épousa Louis Angélique Blondela (1746-1792), petite-fille de Pierre Blondela, seigneur de Taisy. Dont :
  - Pierre Augustin Bourguignon d'Herbigny, né le 30 juin 1769 à Laon, il meurt accidentellement, le 6 octobre 1829, à la suite d'un accident de calèche survenu sur la route le long du fleuve Mississippi. Il est inhumé à Saint Louis États-Unis Il a épousé le 29 juin 1791 à Pittsburgh, Pennsylvanie, États-Unis Jeanne Félicité Odile Dehault de Lassus de Luzières (1773) fille du marquis de Luzières et sœur du gouverneur de la Floride occidentale Don Carlos de Hault de Lassus. Dont :
    - Charles Zénon Bourguignon d'Herbigny (1792-1874), sénateur, il épousa Josephine Françoise Le Bretton des Chapelles (176X-1799). Dont :
      - Marie-Lucie Derbigny épousa Étienne-Dauphin Courmes.
      - Félicité Odile Derbigny épousa Pierre-Glaitrais Labarre.
      - Marie Eulalie Derbigny épousa Edmond Le Bretton des Chapelles.

Son fils Charles Zénon Derbigny arrêta ses études de médecine à Paris pour revenir immédiatement à la Nouvelles Orléans pour exploiter les plantations de sucre de la famille à lafourche et à Jefferson Parishes. Il entra en politique et fut un temps président du sénat mais sera battu aux élections au poste de gouverneur.

## Armoiries
| Blason de la famille Bourguignon d'Herbigny | La famille Bourguignon d'Herbigny porte : De sable à une flamme de gueules mouvante de la pointe de l'écu. Sa devise est : Ardens ut ignis, ardent comme le feu * Il y a là non-respect de la règle de contrariété des couleurs : ces armes sont fautives. |

## Hommages
- Rue Derbigny, La Nouvelle-Orléans, États-Unis. En souvenir de Pierre Augustin Bourguignon d'Herbigny, sixième gouverneur de la Louisiane.